# Japalura tricarinata
Espèce
Synonymes
- Calotes tricarinatus Blyth, 1853
- Tiaris elliotti Günther, 1860

Statut de conservation UICN

 LC  : Préoccupation mineure
Japalura tricarinata est une espèce de sauriens de la famille des Agamidae.

## Répartition
Cette espèce se rencontre au Sikkim et au Bengale-Occidental en Inde, au Népal et au Tibet en République populaire de Chine.

## Publication originale
- Blyth, 1853 "1854" : Notices and descriptions of various reptiles, new or little known. Journal of the Asiatic Society of Bengal, vol. 22, p. 639-655 (texte intégral).